# 대립왕
대립왕(독일어: Gegenkönig)은 왕위를 놓고 대립하여 왕권을 행사한 사람을 가리킨다.
유럽사에서 주로 쓰는 말로, 동양사에는 난보쿠초 시대나 여러 황제가 제각기 정통을 주장한 남명이 있다.

## 같이 보기
- 대립교황